# Siba Shakib

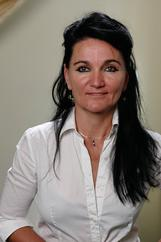
Siba Shakib, 2009

Siba Shakib (persisch زیبا شکیب Zibā Schakib; * 31. Dezember 1969 in Teheran, Iran) ist eine deutsch-iranische Schriftstellerin, Journalistin und Filmemacherin.

## Leben
Siba Shakib ist die Tochter einer Deutschen und eines Iraners. Sie wuchs in Teheran auf, besuchte dort die deutsche Schule und studierte anschließend in Deutschland. Siba Shakib arbeitete zunächst als Radio- und Fernsehmoderatorin im Musikbereich, drehte Filme mit Porträts über Stars wie Miles Davis und Mick Jagger.
Bekannt wurde sie durch ihren am 23. Juli 1991 als SPIEGEL TV Reportage auf Sat.1 gesendeten Film Mahmoody gegen Mahmoody, für den sie den Mann der Bestsellerautorin Betty Mahmoody (Nicht ohne meine Tochter) im Iran ausfindig gemacht hatte.
Siba Shakib spricht – neben Deutsch, Englisch und Italienisch – Persisch, das in weiten Teilen dem afghanischen Dari-Persisch entspricht. Auf Grund dieser Tatsache und ihrer fundierten Kenntnisse über Afghanistan beriet Shakib ab 2002 für einige Jahre die dortige UN-Friedenstruppe ISAF, später auch die NATO-Truppen, insbesondere die Bundeswehr.
Weltweit bekannt wurde Siba Shakib durch ihren Roman Nach Afghanistan kommt Gott nur noch zum Weinen, der die bewegende Geschichte der Afghanin Shirin-Gol schildert, deren Leben durch über 20 Jahre Krieg und Zerstörung geprägt wurde. Das Buch schaffte es zur Nr. 1 der Spiegel-Bestsellerliste und wurde in 16 Länder verkauft, in 27 Sprachen übersetzt und gewann neben vielen anderen Auszeichnungen einen P.E.N.-Preis von der internationalen Schriftstellervereinigung. Sie ist Mitglied im P.E.N.-Club Liechtenstein. Im Jahr 2009 wurde ihr dritter Roman Eskandar, ein „Märchen“ im Stil „orientalischer Erzählkultur“ veröffentlicht, worin sie, inspiriert von der Biografie ihres Großvaters Eskandar-Agha, die Geschichte Irans darstellt.
Im Jahr 2019 wurde ihr 80-Minuten langen Dokumentarfilm Made in Islam in WDR gezeigt.
Derzeit arbeitet die Autorin an der Verfilmung ihres zweiten Bestsellers Samira und Samir, wobei sie selbst Regie führen wird.
Sie lebt zeitweise in Dubai, New York City und Norditalien.

## Werke
- 2002 Nach Afghanistan kommt Gott nur noch zum Weinen (C. Bertelsmann Verlag, ISBN 3-570-00634-4) (Platz 1 der Spiegel-Bestsellerliste vom 11. bis zum 17. Februar 2002)
- 2003 Samira und Samir (C. Bertelsmann Verlag, ISBN 3-570-00684-0)
- 2009 Eskandar (C. Bertelsmann Verlag, ISBN 3-570-00968-8)
- 2021 Der Kirschbaum, den sie ihrer Mutter nie schenkte (C. Bertelsmann Verlag, ISBN 978-3-570-10431-6)

## Preise
- Deutscher Menschenrechts-Filmpreis 1998 für den WDR-Film Eine Blume für die Frauen in Kabul
- Peter-Surava-Preis 2003